# Don Torcuato

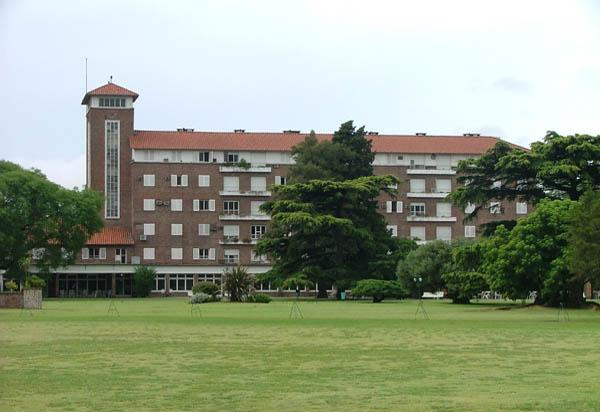
Vista interna del predio del Hindú Club, en Don Torcuato

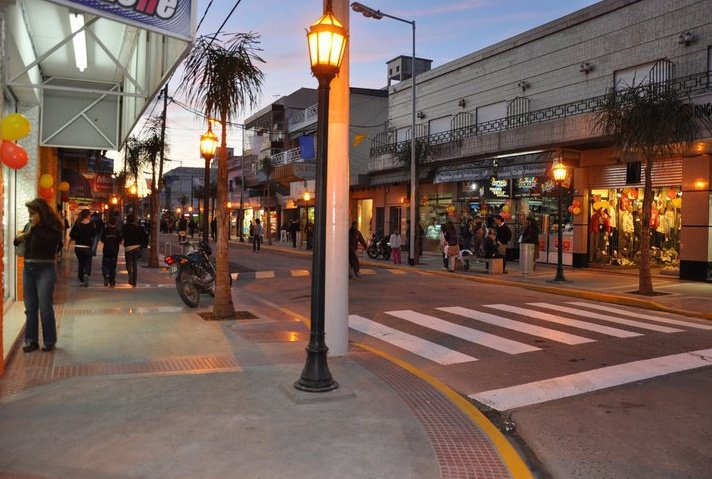
Centro comercial adyacente a la estación Don Torcuato del Ferrocarril Belgrano Norte

Don Torcuato es una ciudad ubicada en el sur del partido de Tigre, en la zona norte del Gran Buenos Aires, provincia de Buenos Aires en Argentina, que fue declarada ciudad el 3 de noviembre de 1974. Esta localidad se encuentran a 15 km de su acceso más cercano a la Ciudad Autónoma de Buenos Aires y a 30 km hacia el norte del centro de la capital argentina.
Limita con las localidades de El Talar, General Pacheco, Troncos del Talar, San Fernando, Victoria, Boulogne, José León Suárez, Loma Hermosa, Campo de Mayo e Ingeniero Adolfo Sourdeaux.
Cuenta con acceso directo a la Ciudad Autónoma de Buenos Aires por la línea Belgrano Norte del Ferrocarril General Belgrano de la red ferroviaria argentina, así como por la Autopista Pascual Palazzo, parte de la Carretera Panamericana. Contaba también con un aeropuerto, orgullo de muchos de los habitantes de Don Torcuato, que fue cerrado en 2006 para construir en el predio un barrio privado, dado que dejó de recibir apoyo y se patrocinó la venta del aeródromo de San Fernando. Este aeropuerto fue uno de los aeropuertos privados con mayor movimiento en el mundo, tenía varias escuelas de vuelo y talleres aeronáuticos en los que trabajaban más de 1000 personas, había una dotación de la Policía Aeronáutica y dependencias de Aduana.

## Historia
Estando en ejercicio de la Presidencia de la Nación, Marcelo Torcuato de Alvear pidió al Consejo Deliberante del partido de Las Conchas que creara el barrio de Don Torcuato. Para ello, el propio Alvear donó una fracción de terreno de 40 ha de las tierras que pertenecieron a don Torcuato de Alvear, su padre.
Durante 1928 la nueva villa fue tomando forma cuando se realizó un gran remate de tierras con la venta de 1144 lotes y 118 quintas, que en su mayoría fueron destinadas para el descanso familiar.
Cinco calles de la ciudad tienen los nombres de los  sobrinos de Torcuato de Alvear: Carlos, Marcelo, Elvira, Marìa y Diego.
Otro detalle que marcó la fisonomía del lugar fue la rasa y magnífica extensión del Campo de Golf de Don Torcuato, alrededor del cual se situaron muchas de las nuevas construcciones, y que se ubicó en un predio de 100 ha cedidas también por los Alvear, en este caso a los ferrocarriles ingleses. Porque Don Torcuato primero fue Estación de tren, que fue inaugurada en 1910 (de hecho Don Torcuato tiene dos estaciones de tren del mismo ramal Belgrano Norte, Don Torcuato y Vice Alte Montes). Precisamente, alrededor de la actividad ferroviaria fue conformándose un incipiente núcleo humano, básicamente dedicado a la labor del campo que luego dio la bienvenida al nuevo pueblo.
En 1938, los integrantes de la comisión fundadora del Hindú Club, un grupo de estudiantes lasallistas, compraron las tierras del Campo de Golf a los ferrocarriles y establecieron la sede de la institución, hoy una de las entidades deportivas con mayor tradición que cuenta con una importante infraestructura deportiva y social. Esto significó un impulso notable para el pueblo, ya que se convirtió en una de las principales fuentes de trabajo para los habitantes del lugar, al tiempo que sus alrededores crecieron en su carácter residencial de regias características.
En 1946, se inauguró Aircom, Aeródromo Don Torcuato, terminal que en la década del sesenta se convirtió en el primer aeropuerto internacional privado que tuvo el país. Este aeropuerto dejó de operar en enero de 2006.
Durante los primeros años de la década del sesenta, la construcción de la autopista Panamericana significó otro motor de desarrollo de la zona, aunque para quienes defendían la apacibilidad de estos parajes marcó el fin de la condición de semi aislamiento que consideraban ideal. Para otros fue el paso definitivo hacia un necesario proceso de desarrollo e integración.
El crecimiento que siguió, llevó a las autoridades provinciales a conferirle a Don Torcuato el estatus de ciudad en septiembre de 1974. En ese momento contaba con una población de aproximadamente 70.000 habitantes, manteniendo su característica atmósfera de refugio para el descanso combinada con las actividades productivas y comerciales de su gente: a partir de ese momento, de la progresiva integración con las demás localidades tigrenses y, en fin, de la llegada del progreso, Don Torcuato ha ido adaptando su perfil quintero por uno nuevo, más urbano si se quiere pero que no pierde su encanto tradicional y suma una infraestructura cada vez más competente.
Los vecinos más antiguos del lugar sostienen que la esencia de pueblo aún se respira en este centro urbano que hoy cuenta con 100.000 habitantes y que ha sabido diversificar sus actividades a tono con los tiempos que corren.
La construcción de barrios cerrados tuvo su explosión en la década del noventa, y a ella contribuyeron la ampliación de la ruta 202 y la renovación de la autopista Panamericana.
En muchos casos, las zonas de quintas, que no tienen el trazado ni el funcionamiento de los barrios privados – y que en su mayoría rodean la cancha de golf del Hindú Club - cuentan con límites bien definidos, tienen seguridad y se accede allí por una única entrada.
Para los moradores de estas y otras urbanizaciones, Don Torcuato ofrece comodidades y servicios de muy buen nivel. Sobra decir que la renovada Panamericana hace del acceso y salida de las familias una operación rápida y sencilla. Otro punto importante es el de la oferta educativa torcuatense tan buena como la de otros centros urbanos de mayor desarrollo; sucursales bancarias y una variada propuesta comercial completan un esquema en el que se combinan la tranquilidad y los servicios.
Se da como fundación de Don Torcuato el 13 de noviembre de 1927, aprobándose una Ordenanza firmada por Oscar Milberg (presidente de la Comuna) y Juan Carlos Bernasconi (Secretario). Esto se efectúa en homenaje al primer Intendente de la Ciudad de Buenos Aires, Don Torcuato de Alvear.
Dentro de la historia de esta localidad sobresale "El Molino" (recientemente derrumbado) y el antiguo "Palomar de Bancalari" fundado por Don Miguel Bancalari (quien falleció en 1893) que estaba casado con Rosalía Rissoto y tenía dos hijos: Augusto y Horacio.
El molino harinero, cerca del Río Reconquista, con el tiempo pasó a ser una cabina de señales del ferrocarril y más tarde, en 1931, se inaugura la RN 202, colocándose barreras para la parada ferroviaria "Bancalari".
El primer poblador de la zona de Don Torcuato fue Teófilo Arricau, procedente de Los Polvorines, siendo su actividad principal el tambo. Don Teófilo falleció el 7 de diciembre de 1939 a los 70 años de edad, su sepelio en San Miguel fue encabezado por el expresidente de la República Marcelo Torcuato de Alvear.
El primer delegado municipal de Don Torcuato fue Juan Pedro Echeverría, designado el 3 de noviembre de 1927, en la misma fecha se inauguró el primer Destacamento Policial a cargo del agente Sixto Carrizo, y la primera escuela fue la número 22, del 22 de agosto de 1927.
El 7 de agosto Vialidad Nacional inaugura el camino que une General Pacheco con Don Torcuato (hoy avenida Boulogne Sur Mer), corría el año 1937.
En su historia contó con Aircom, el Aeropuerto Internacional de Don Torcuato, entidad privada que tuvo récord de decolajes y aterrizajes diarios de pequeñas aeronaves, contaba con talleres y doce escuelas de vuelo. Fue cerrado y dejó de operar durante el gobierno de N.Kirchner.
También se destaca el Club Atlético Caza Y Pesca, el cual posee un buen nivel de basketball, football y tenis.
En esta localidad están también los estudios cinematográficos "Baires" (en el barrio que lleva su nombre) desde 1940, fundados por Eduardo Bedoya, filmándose en ellos las más importantes películas, famosas no sólo en Argentina sino también en América Latina. Un año después, el 12 de septiembre de 1941, el A.C.A. (Automóvil Club Argentino) funda su "Estación de Auxilios Número 32 "Don Torcuato".
El 23 de marzo de 1942 a las 23:23 falleció en Don Torcuato el Dr. Marcelo Torcuato de Alvear.
Por la ley 8.215 decreto 6.244, se declara ciudad a la localidad de Don Torcuato el 18 de septiembre de 1974.

## Toponimia
Lleva ese nombre en honor al primer intendente de la Ciudad de Buenos Aires Torcuato de Alvear, padre de Marcelo Torcuato de Alvear Presidente de la República. La mayoría de las calles lleva el nombre de pila de sus familiares más directos y colaboradores de su gobierno.

## Geografía

### Clima
| Parámetros climáticos promedio de Don Torcuato, Buenos Aires | Parámetros climáticos promedio de Don Torcuato, Buenos Aires | Parámetros climáticos promedio de Don Torcuato, Buenos Aires | Parámetros climáticos promedio de Don Torcuato, Buenos Aires | Parámetros climáticos promedio de Don Torcuato, Buenos Aires | Parámetros climáticos promedio de Don Torcuato, Buenos Aires | Parámetros climáticos promedio de Don Torcuato, Buenos Aires | Parámetros climáticos promedio de Don Torcuato, Buenos Aires | Parámetros climáticos promedio de Don Torcuato, Buenos Aires | Parámetros climáticos promedio de Don Torcuato, Buenos Aires | Parámetros climáticos promedio de Don Torcuato, Buenos Aires | Parámetros climáticos promedio de Don Torcuato, Buenos Aires | Parámetros climáticos promedio de Don Torcuato, Buenos Aires | Parámetros climáticos promedio de Don Torcuato, Buenos Aires |
| Mes                                                          | Ene.                                                         | Feb.                                                         | Mar.                                                         | Abr.                                                         | May.                                                         | Jun.                                                         | Jul.                                                         | Ago.                                                         | Sep.                                                         | Oct.                                                         | Nov.                                                         | Dic.                                                         | Anual                                                        |
| ------------------------------------------------------------ | ------------------------------------------------------------ | ------------------------------------------------------------ | ------------------------------------------------------------ | ------------------------------------------------------------ | ------------------------------------------------------------ | ------------------------------------------------------------ | ------------------------------------------------------------ | ------------------------------------------------------------ | ------------------------------------------------------------ | ------------------------------------------------------------ | ------------------------------------------------------------ | ------------------------------------------------------------ | ------------------------------------------------------------ |
| Temp. máx. media (°C)                                        | 30.8                                                         | 28.8                                                         | 26.5                                                         | 22.6                                                         | 18.8                                                         | 15.7                                                         | 15.3                                                         | 17.2                                                         | 19.1                                                         | 22.5                                                         | 25.4                                                         | 28.1                                                         | 22.6                                                         |
| Temp. media (°C)                                             | 25.1                                                         | 23.4                                                         | 21.1                                                         | 17.4                                                         | 13.4                                                         | 10.8                                                         | 10.5                                                         | 12.3                                                         | 14.1                                                         | 17.3                                                         | 20.3                                                         | 22.6                                                         | 17.4                                                         |
| Temp. mín. media (°C)                                        | 20.5                                                         | 19.2                                                         | 16.7                                                         | 13.2                                                         | 9.0                                                          | 6.9                                                          | 6.6                                                          | 9.4                                                          | 12.3                                                         | 12.6                                                         | 15.5                                                         | 18.2                                                         | 13.3                                                         |
| Precipitación total (mm)                                     | 106.6                                                        | 120.3                                                        | 117.6                                                        | 99.5                                                         | 78.8                                                         | 49.2                                                         | 45.3                                                         | 63.9                                                         | 63.8                                                         | 168.3                                                        | 97.0                                                         | 83.0                                                         | 1093.3                                                       |
| Días de precipitaciones (≥ )                                 | 7                                                            | 9                                                            | 8                                                            | 8                                                            | 7                                                            | 6                                                            | 6                                                            | 8                                                            | 7                                                            | 11                                                           | 9                                                            | 9                                                            | 95                                                           |
| Humedad relativa (%)                                         | 65                                                           | 71                                                           | 74                                                           | 78                                                           | 77                                                           | 79                                                           | 78                                                           | 75                                                           | 73                                                           | 71                                                           | 69                                                           | 67                                                           | 73.1                                                         |
| Fuente: SMN Argentina, promedio 1981 - 1990                  |                                                              |                                                              |                                                              |                                                              |                                                              |                                                              |                                                              |                                                              |                                                              |                                                              |                                                              |                                                              |                                                              |

## Infraestructura
Don Torcuato es una localidad que presentó un gran atraso a nivel de infraestructura con respecto a municipios vecinos durante años, aunque es digno de destacar la labor del Contador Ricardo Ubieto a cargo de la Intendencia de Tigre durante cuatro mandatos hasta su fallecimiento en 2006 representando a un Partido Vecinal, al mando del cual la ciudad tuvo un cambio fundamental, construyéndose las plazas San Martín y Aviadores de Malvinas, remodelándose la plaza Alvear, pavimentándose más del 65% de las calles, y manteniendo el estado de las mismas en estado óptimo, asimismo se construyó el centro de salud, tres jardines de infantes, dos complejos polideportivos, se instaló la iluminación con gas de sodio en toda la ciudad, se mejoraron los accesos y se parquizó la Ruta Nacional 202. Hoy La ciudad tiene iniciadas las obras de su sistema cloacal, y presenta el 72,8% de sus calles pavimentadas.

## Barrios
El reciente desarrollo demográfico en la ciudad ha dado lugar a la división en distintos barrios entre los que se destacan los siguientes:

### Barrio Hindú
Localizado en el predio del célebre Hindú Club donde se distinguen dos barrios, el "Vistas del golf", al sur del predio, el cual es cerrado y el "Barrio Hindú" al oeste del predio, el cual es parcialmente cerrado.

### Barrio Aviación
Situado en los alrededores del ex Aeropuerto Internacional de Don Torcuato. Obtiene su nombre al ser el lugar donde vivía la gente que antiguamente trabajaba en el aeropuerto, habiendo este cerrado dejó numerosas industrias asentadas, correspondientes a la infraestructura aeroportuaria que aún funcionan; constituyendo a la ciudad como un polo proveedor de insumos para la industria aeronáutica de pequeña y media escala.

### Barrio Los Dados
Situado en los alrededores del edificio de un antiguo bar, con forma de dados y un cubilete que funcionó en los años 70 sobre Colectora Oeste de Panamericana y Calle Burgos (frente al puente av Belgrano), 1611 Don Torcuato.
El antiguo bar llamado Los Dados referenciaba su nombre pues arquitectónicamente representaba 5 dados con su supuesta numeración sobre sus fachadas y un cubilete en su parte superior (fuente - http://commons.wikimedia.org/wiki/File:Los_Dados_2.jpg).
Actualmente el barrio ha crecido en densidad poblacional con pintorescas casas y se caracteriza por ser destinado a viviendas unifamiliar lo cual constituye un lugar de mucha tranquilidad.

### Barrio Tte. 1.º Ibáñez
Anteriormente perteneciente al barrio Hindú y situado en sus lindes, se suscribe al área comprendida entre las vías del ferrocarril belgrano, la av. Alvear, la av. San Martín y el arroyo Basualdo. Predominan en él las casas-quinta y residencias de estilo mayormente rústico y colonial. El barrio obtiene su nombre del escalador militar sanjuanino Francisco Ibáñez, el primer argentino en superar escalando los 8000 metros de altura, en una expedición al monte Dhaulagiri en el Himalaya.

### Barrio Gutiérrez
Construido a mediados de la década de 1960, está delimitado por las calles Alem, av. San Martín, av. Belgrano y Reconquista. Tuvo su propia red de agua corriente administrada por una cooperativa vecinal llamada "COOPAGUA", y un nuevo edificio escolar para la anterior Escuela nro. 37 Bautizada con el nombre de Ricardo Güiraldes, su arquitectura es similar en casi todas sus construcciones: casas bajas, techos doble agua de tejas estilo colonial, con excepción de cinco edificios, dos de 7 m de altura y tres de 9 m, en sus inicios administrados por una cooperativa de vivienda denominada "COODEPRO", hoy desaparecida.

### Barrio Solana del Monte
Delimitado por las calles: Santa María de Oro, Boquerón, Rubén Darío, Italia y Av. del Trabajo es uno de los barrios de la periferia torcuatense, antiguamente se caracterizaba por ser un barrio con población de bajos recursos, se empezó a poblar en los años 1960, las calles eran totalmente de tierra y al estar cercados por Campo de Mayo y la altas tierras de otros barrios de Don Torcuato se ganó el mote de "el bajo 26" (por estar en el kilómetro 26 del recorrido del ferrocarril Belgrano Norte) ya que el barrio daba la impresión que estaba "hundido" en un pozo.
Hoy en día las calles están pavimentadas, el colectivo 723 alargó su recorrido, hay mucha iluminación y no quedan prácticamente vestigios de aquel barrio marginal de los años 1980 y 1990.

### Barrio Baires
En la parte este de la panamericana de Don Torcuato, está el barrio Baires, ya que se desarrolló en los alrededores de los míticos Estudios Baires Film, célebre por pasar por allí varios artistas argentinos, como Libertad Lamarque, Eva Duarte, Alberto Olmedo, entre otros. Este barrio limita, en la calle Blandengues, con el barrio Reconquista, por ende, son dos barrios históricos, y uno de los primeros que tuvo la Ciudad de Don Torcuato.

### Barrio Reconquista
En los años 1963, comienza a tomar forma barrial ya se Instalaban algunos pobladores fundadores del barrio Reconquista, solo eran muy pocos comerciantes y pobladores dedicados al tambo. Se pueden citar como pobladores fundadores los vecinos: Alario, Gallo, López, García, Taborda, Flores, Ponce. Su ubicación Geográfica triángulo al este de la Panamericana, delimitado entre las calles Blandengues, 9 de julio y Ruta 202, es un triángulo que alberga a una población de más de 23.000 ciudadanos de distintas nacionalidades según el último censo,  Se recuerda que la zona no era habitada ya que fue una laguna constante, por tanto siempre se fue una zona inundable por lluvias y desborde del río Reconquista.

### Hindú Club
El Hindú Club, fundado en 1919 presente desde 1935 en la ciudad, es multicampeón de rugby de la URBA, así también se destaca en otras disciplinas como el hockey femenino, golf, fútbol y tenis.

### Barrios en Maps
https://www.google.com/maps/@-34.4909775,-58.6580611,13z/data=!3m1!4b1!4m2!6m1!1s1sTjDkDT_c1noYQnhTVs6GkPFHjugtkY

## Parroquias de la Iglesia católica en Don Torcuato
| Diócesis   | San Isidro                                         |
| ---------- | -------------------------------------------------- |
| Parroquias | Nuestra Señora de Luján, San Cayetano, San Marcelo |